# Феодосійська хоральна синагога
Синагога міста Феодосія була зруйнована під час Другої світової війни. Після війни не відновлена.
Будівництво закінчили в 1904 році. Будівля була чотирикутною, з величезними вікнами на другому поверсі.
З 1904 по 1929 рік рабином був Гірш Якович Хейфец.
Після приходу радянської влади — Будинок фізкультурника. Під час німецької окупації — стайня. У 1952 році реставровано і відкрито Будинок офіцерів флоту. Сучасна адреса: вул. Куйбишева, 21.